# Pierre Bergounioux
Pierre Bergounioux (Brive-la-Gaillarde, 1949) é um escritor francês. Sua obra abundante, de inspiração autobiográfica,  se lê como um único grande livro, retomando sem cessar os mesmos motivos a fim de delimitar, com muita paciência, o único objeto de suas preocupações :o da existência submissa ao infatigável trabalho do tempo. Marcada por  William Faulkner e  as profundas perturbações  provocadas pelo escritor americano na escritura romanesca, a obra de Pierre Bergounioux é proxima das de Claude Simon e de Pierre Michon.

## Vida e obra
Antigo aluno da Escola Normal Superior de Saint-Cloud, substituto de catedrático de letras modernas, laureado com o Prêmio Alain-Fournier, ocasionalmente crítico literário. e também escultor, professor, militante de esquerda, pai de família, pescador de trutas e de grandes livros, Pierre Bergounioux reparte sua vida entre as solidões luminosas da Haute-Corrèze e dias austeros, laboriosos, constrangidos, no subúrbio parisiense. Após haver passado o essencial de sua carreira ensinando no colégio, Pierre Bergounioux começou a dar aulas na Escola de Belas-Artes de Paris.
Sustentados por um estilo poético esculpido de maneira notável, seus livros pretendem esclarecer a questão dolorosa das  origens do desarraigamento, não somente geográfico mas também ontológico. A obra de Bergounioux procura exceder a ruptura que existe entre a infância e a idade adulta; ou seja, o conhecimento de sua própria ignorância e o absurdo do mundo. Como William Faulkner, a quem ele dedica um livro e alguns artigos, "entre a tristeza e o nada, [ele] escolheu a tristeza".
Ao mesmo tempo, Pierre Bergounioux exprimiu seu ponto de vista sobre a escola num livro de entrevistas publicado em outubro de 2006, livro que ele intitulou, de maneira irônica, Escola: missão realizada. Ele faz a constatação amarga do fracasso do colégio único, cujo funcionamento não somente não reduz as desigualdades, mas aumenta a humilhação dos alunos mais fracos e o pressentimeno que têm da inferioridaade de sua condição social. « A única maneira de não ser violento com as  crianças seria de julgá-las  em relação a elas mesmas, avaliando a distância que percorreram  entre o momento em que as encontrámos ao sairem do meio familiar  e o momento em que se instruiram  a partir de nosso ensino. Mas isto equivaleria a reconhecer publicamente a injustiça de nossa sociedade e de tirar as consequências que são nada mais nada menos revolucionárias. E nunca estivemos tão longe de fazer isto.»
Pierre Bergounioux desempenha seu próprio papel no filme Notre musique (Nossa música] (2004) de Jean-Luc Godard.
É irmão do escritor e professor Gabriel Bergounioux.

## Obras
- Catherine (Catarina), Gallimard (1984)
- Ce pas et le suivant (Este passo e o seguinte) Gallimard (1985)
- La bête faramineuse( O animal fantástico), Gallimard (1986)
- La maison rose (A casa cor de rosa), Gallimard (1987)
- L'arbre sur la rivière(A árvore em cima do rio), Gallimard (1988)
- C'était nous (Isto era nós), Gallimard (1989)
- Johan Zoffany, Vénus sur les eaux(Vênus em cima das águas), avec(com) Bernadette de Boysson, éditions William Blake & Co. (1990)
- La mue(A muda) ( Nota do tradutor: Muda no sentido de renovação do pelo ), Gallimard( (1991)
- L'orphelin (O órfão), Gallimard (1992), ISBN 2-07-072712-2
- Le matin des origines(A manhã das origens), Verdier (1992), ISBN 2-86432-133-5
- Le Grand Sylvain ( O Grande Sylvain), Verdier (1993), ISBN 2-86432-176-9
- La Toussaint ( O dia de Todos os Santos), Gallimard (1994)
- La casse (Os cacos), Fata Morgana (1994)
- Points cardinaux (Pontos cardinais), Fata Morgana (1994)
- L'immémorable (O imemoriável),  avec(com) Magdi Senadji, éditions À une soie (1994)
- Au jour consumé (No dia consumido), avec(com) Jean-Michel Fauquet, éditions Filigranes (1994)
- Miette (Migalha), Gallimard (1995) et Folio (1996)
- La cécité d'Homère. Cinq leçons de poétique(A cegueira de Homero. Cinco lições de poética), éditions Circé (1995)
- D'abord, nous sommes au monde (Antes de tudo, estamos no mundo), avec(com) Alain Turpault, éditions du Laquet (1995)
- Æneis, avec Philippe Ségéral, Fondation Paribas (1995)
- La mort de Brune (A morte de Brune), Gallimard (1996) et Folio (1997)
- Le chevron(O caibro), Verdier (1996)
- Haute tension(Alta tensão), éditions William Blake & Co. (1996)
- Le bois du chapitre(A madeira do capítulo), éditions Théodore Balmoral (1996)
- Les choses mêmes(As próprias coisas), avec(com) François Pons, éditions Les Cahiers de l'Atelier (1996)
- La ligne (A linha), Verdier (1997)
- L'empreinte(A marca), éditions François Janaud (1997) ; rééd. Fata Morgana (2007)
- La demeure des ombres(A residência das sombras), éditions Art & Arts (1997)
- Kpélié, Les Flohic éditeurs (1997)
- Conversations sur l'Isle(Conversações sobre Isle), entrevistas com  Tristan Hordé, éditions William Blake & Co. (1998)
- La puissance du souvenir dans l'écriture. L'effet Zeigarnik(O poder da lembrança na escritura. O efeito Zeigarnik), éditions Pleins Feux (2000)
- Le premier mot (A primeira palavra), Gallimard (2001)
- Les forges de Syam( As forjas de Syam), éditions de l'Imprimeur (2001) ; rééd. Verdier poche (2007)
- Simples, magistraux et autres antidotes(Simples, magistrais e outros antídotos), Verdier (2001)
- Un peu de bleu dans le paysage(Um pouco de azul na paisagem), Verdier (2001)
- B-17 G, Les Flohic éditeurs (2001) ; réed. Argol (2006)
- François(Francisco), éditions François Janaud (2001)
- Jusqu'à Faulkner(Até William Faulkner), Gallimard (2002)
- Aimer la grammaire(Amar a gramática) , Nathan (2002)
- L'héritage (A herança), entretiens avec Gabriel Bergounioux, Les Flohic éditeurs (2002) ; réed. Argol (2008)
- Ordalies(Ordálios), avec(com) Jean-Michel Fauquet, éditions Filigranes (2002)
- Back in the sixties(Retorno aos anos sessenta), Verdier (2003)
- Univers préférables (Universos preferíveis) , Fata Morgana (2003)
- Bréviaire de littérature à l'usage des vivants(Breviário de literatura para o uso dos viventes), Bréal (2004)
- Le fleuve des âges (O rio das idades) , Fata Morgana (2005)
- Pycniques et leptosomes. Sur Charles-Albert Cingria (Pícnicos e leptossômicos. Sobre Charles-Albert Cingria), Fata Morgana (2005)
- Carnet de notes. Journal 1980-1990(Caderno de notas.Jornal 1980-1990), Verdier (2006)
- L'invention du présent (A invenção do presente), Fata Morgana (2006)
- La fin du monde en avançant(O fim do mundo caminhando para frente), Fata Morgana (2006)
- École : mission accomplie(Escola: missão cumprida), éditions les Prairies ordinaires (2006)
- Sidérothérapie(Sideriterapia), Tarabuste (2006)
- Où est le passé(Onde está o passado), entrevista com  Michel Gribinski, L'Olivier (2007)
- Carnet de notes (Caderno de notas). Journal(Jornal) 1991-2000, Verdier (2007)
- Années folles (Anos loucos), Circa 1924 (2008)
- Agir, écrire (Agir, escrever), Fata Morgana (2008)
- Couleurs (Cores), Fata Morgana (2008)
- Une chambre en Hollande(Um quarto na Holanda), Verdier (2009) ISBN 978-2-86432-568-0
- Deux querelles(Duas disputas) (Une cadette épineuse suivi de L'humanité divisée), éditions Cécile Défaut (2009)
- Deux écrivains français(Dois escritores franceses), éditions Fario (2009)
- Chasseur à la manque, Gallimard (2010)
- Les restes du monde (Os restos do mundo), com Joël Leick, Fata Morgana (2010)
- Le Baiser de sorcière(O Beijo da bruxa), Argol (2010)

Pierre Bergounioux é também autor de numerosos textos publicados em revistas ou em obras coletivas.

## Artigos críticos
- Revista Théodore Balmoral, número 45 (Inverno 2003-2004) : « Companhias de Pierre Bergounioux ». Traz contribuições  de Pierre d’Almeida, Bernard Baillaud, Gabriel Bergounioux, Thierry Bouchard, Denis Borel, Lionel Bourg, Yves Charnet, Jean-Luc Fougeray, Alain Galan, Christian Garcin, Gil Jouanard, Paul Martin, Jean-Paul Michel, Jean-Claude Pinson, Jacques Réda, Jean Roudaut, John Taylor et Dominique Viart. Traz também um texto inédito de Pierre Bergounioux ((«Joures de juillet »(Dias de julho)), uma entrevista com Thierry Bouchard, uma bibliografia completa e dados biográficos.
- Jean-Paul Michel, La deuxième fois,Pierre Bergounioux sculpteur(‘’A segunda vez, Pierre Bergounioux escultor’’), (fotografias de Baptiste Belcour), William Blake & co. éditeur (1997).
- Vincent Pélissier, Autour du Grand Plateau(Sobre o estúdio de cinema). (Pierre Bergounioux, Alain Lercher, Jean-Paul Michel, Pierre Michon, Richard Millet), Tulle, Editions Mille Sources, 2002.
- Jean-Pierre Richard, "La blessure, la splendeur"(A ferida, o esplendor) in L'Etat des choses(Em o Estado das coisas), Gallimard, 1990.

## Outras publicações
- Serrotes, brandons, lombrics et autres auxiliaires, penser/rêver ( Serrotes, brandões, lombrigas e outros auxiliares ) ( pensar/sonhar)  número 4, L'informe, Mercure de France (automne 2003).
- Pour une histoire de la haine, penser/rêver(Para uma história do ódio) (pensar, sonhar)n°6, La haine des enfants(O ódio das crianças), Mercure de France (automne 2004).
- Les périls, l'immortalité, penser/rêver n°8, Pourquoi le fanatisme?,( Os perigos, a imortalidade), (pensar sonhar) número 8, (Porque o fanatismo), éditions de l'Olivier (automne 2005).